# Lac du Cran Cassé
Lac du Cran Cassé är en sjö i Kanada.   Den ligger i regionen Saguenay–Lac-Saint-Jean och provinsen Québec, i den östra delen av landet, 800 km nordost om huvudstaden Ottawa. Lac du Cran Cassé ligger 691 meter över havet. Arean är 6,7 kvadratkilometer. Den sträcker sig 3,3 kilometer i nord-sydlig riktning, och 6,1 kilometer i öst-västlig riktning.
Trakten runt Lac du Cran Cassé är nära nog obefolkad, med mindre än två invånare per kvadratkilometer.